# Phyllomys thomasi
Phyllomys thomasi is een zoogdier uit de familie van de stekelratten (Echimyidae). De wetenschappelijke naam van de soort werd voor het eerst geldig gepubliceerd door Ihering in 1871.